# Петрозаводский городской совет

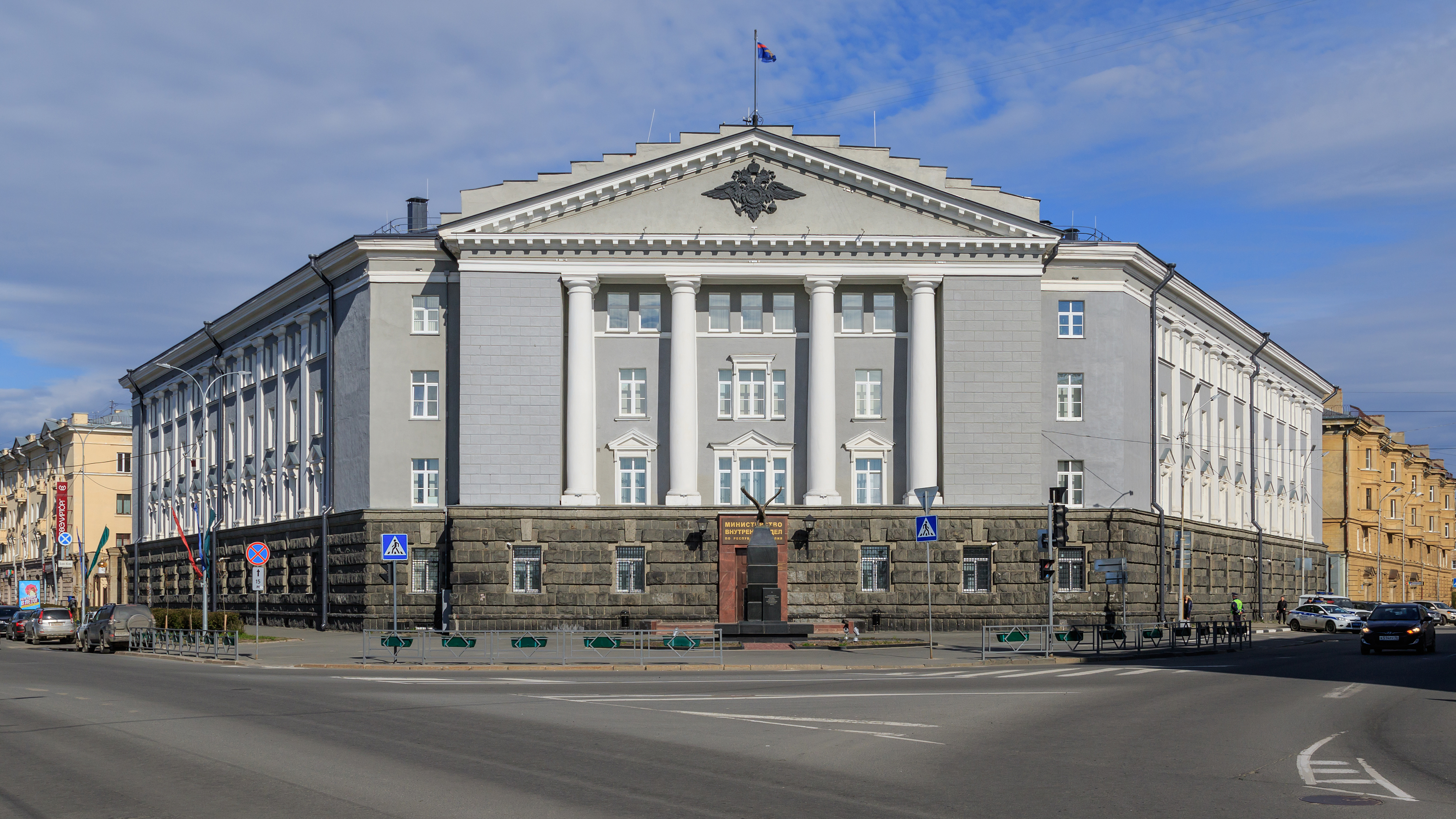
В этом здании на проспекте Карла Маркса, д. 18
в 1951—1981 годах располагался Исполком Петрозаводского городского Совета народных депутатов.

Петрозаводский городской Совет (Петросовет) — представительный орган местного самоуправления в городе Петрозаводске, образующим Петрозаводский городской округ.
Петросовет является постоянно действующим выборным, коллегиальным органом местного самоуправления, в его состав входят 28 депутатов, избранных жителями (избирателями) города Петрозаводска. Срок полномочий депутатов Петрозаводского городского Совета — 5 лет.
Последние на данный момент выборы депутатов Петросовета состоялись 19 сентября 2021 года.
Образован Петросовет в 1918 году. Городское управление в Петрозаводске в разных формах существовало с конца XVIII века.

## Полномочия Петросовета
В настоящее время к исключительной компетенции Петрозаводского городского Совета относится:
- принятие Устава Петрозаводского городского округа и внесение в него изменений и дополнений;
- утверждение местного бюджета и отчёта о его исполнении;
- установление, изменение и отмена местных налогов и сборов в соответствии с федеральным законодательством о налогах и сборах;
- принятие планов и программ развития Петрозаводского городского округа, утверждение отчётов об их исполнении;
- определение порядка управления и распоряжения имуществом, находящимся в муниципальной собственности;
- определение порядка принятия решений о создании, реорганизации и ликвидации муниципальных предприятий, а также об установлении тарифов на услуги муниципальных предприятий и учреждений, выполнение работ, за исключением случаев, предусмотренных федеральными законами;
- утверждение тарифов на подключение к системе коммунальной инфраструктуры, тарифов организаций коммунального комплекса на подключение, надбавок к тарифам на товары и услуги организаций коммунального комплекса, надбавок к ценам (тарифам) для потребителей;
- утверждение тарифов на услуги, предоставляемые населению муниципальными унитарными предприятиями жилищно-коммунального хозяйства и общественного транспорта;
- установление в пределах полномочий, установленных действующим законодательством, порядка регулирования тарифов на подключение к системе коммунальной инфраструктуры, тарифов организаций коммунального комплекса на подключение, надбавок к тарифам на товары и услуги организаций коммунального комплекса, надбавок к ценам (тарифам) для потребителей;
- установление платы за наём муниципального жилья;
- определение порядка участия Петрозаводского городского округа в организациях межмуниципального сотрудничества;
- определение порядка материально-технического и организационного обеспечения деятельности органов местного самоуправления;
- контроль за исполнением органами местного самоуправления и должностными лицами местного самоуправления полномочий по решению вопросов местного значения;
- принятие решения об удалении Главы Петрозаводского городского округа в отставку;
- принятие и изменение Регламента Петрозаводского городского Совета;
- принятие общеобязательных правил по вопросам местного значения Петрозаводского городского округа, предусмотренных Уставом города;
- утверждение программы приватизации муниципального имущества;
- принятие нормативных правовых актов, регулирующих земельные отношения на территории Петрозаводского городского округа в пределах, установленных федеральным законодательством и законодательством Республики Карелия;
- утверждение схемы территориального планирования Петрозаводского городского округа, Генерального плана Петрозаводского городского округа, утверждение местных нормативов градостроительного проектирования, утверждение Правил землепользования и застройки Петрозаводского городского округа;
- установление порядка организации и осуществления территориального общественного самоуправления, условий и порядка выделения необходимых средств из местного бюджета;
- заслушивание и оценка ежегодных отчетов Главы Петрозаводского городского округа о результатах его деятельности, деятельности Администрации Петрозаводского городского округа, в том числе о решении вопросов, поставленных Петрозаводским городским Советом;
- контроль над деятельностью органов местного самоуправления, а также должностных лиц местного самоуправления, назначение на должность которых согласовано Петрозаводским городским Советом, предусмотренный Уставом города, в порядке, установленном Уставом города;
- избрание Председателя Петрозаводского городского Совета, заместителей Председателя Петрозаводского городского Совета и председателей постоянных комиссий и освобождение их от своих обязанностей;
- утверждение структуры Администрации Петрозаводского городского округа по представлению Главы Петрозаводского городского округа;
- утверждение структуры, штатного расписания аппарата Петрозаводского городского Совета;
- принятие решения о назначении местного референдума;
- согласование назначения кандидатур на должности заместителей Главы Администрации Петрозаводского городского округа;
- утверждение положений о символах, наградах, почетных званиях Петрозаводского городского округа;
- досрочное прекращение полномочий депутатов в случаях, предусмотренных законодательством Российской Федерации, за исключением случаев досрочного прекращения полномочий Петрозаводского городского Совета и отзыва депутата избирателями;
- обобщение просьб и предложений избирателей и осуществление контроля над их исполнением;
- утверждение нормативов потребления коммунальных услуг, за исключением нормативов потребления коммунальных услуг по электроснабжению и газоснабжению;
- иные вопросы, отнесенные Конституцией Российской Федерации, федеральными законами и другими правовыми актами Российской Федерации и Республики Карелия к полномочиям представительных органов местного самоуправления, а также иные вопросы, отнесённые Уставом города к компетенции Петрозаводского городского Совета.

## Созывы

### Представительные органы власти в Петрозаводске с 1787 по 1918 год
| Наименование                              | Дата выборов | Начало полномочий (первая сессия) | Количество членов | Группы, фракции                                                               | Руководители |
| ----------------------------------------- | ------------ | --------------------------------- | ----------------- | ----------------------------------------------------------------------------- | ------------ |
| Петрозаводская градская общественная дума | 03.12.1787   | 29.03.1788                        | 9 гласных         | - Настоящие обыватели - Посадские - Гильдейские                               |              |
| Петрозаводская городовая общая дума       | 02.01.1802   | 03.01.1802                        | 4 гласных         | - Настоящие обыватели - Именитые граждане - Посадские - Купцы третьей гильдии |              |
|                                           |              |                                   |                   |                                                                               |              |
| Петрозаводская городская дума             | 05.12.1870   | 17.02.1871                        | 54 гласных        | - 1 разряд - 2 разряд - 3 разряд                                              |              |
|                                           |              |                                   |                   |                                                                               |              |
| Петрозаводская городская дума             | 1893         | 1893                              | 20 гласных        |                                                                               |              |
| Петрозаводская городская дума             | 1897         | 1897                              | 20 гласных        |                                                                               |              |
| Петрозаводская городская дума             | 1901         | 1901                              | 23 гласных        |                                                                               |              |

### Петрозаводский городской Совет рабочих, крестьянских и красноармейских депутатов
| Наименование                                                                     | Дата выборов | Начало полномочий (первая сессия) | Количество членов | Группы, фракции | Руководители |
| -------------------------------------------------------------------------------- | ------------ | --------------------------------- | ----------------- | --- | ------------ |
| Петрозаводский городской Совет рабочих, крестьянских и красноармейских депутатов | 1918         | 10.04.1918                        | 63 депутата       | - Большевики - Левые эсеры - Меньшевики - Левые эсеры-интернационалисты - Анархисты - Беспартийные представители профессиональных союзов |              |
| Петрозаводский городской Совет рабочих, крестьянских и красноармейских депутатов | 1918         | 21.12.1918                        | 145 депутатов     | |              |
| Петрозаводский городской Совет рабочих, крестьянских и красноармейских депутатов | 1919         | 20.08.1919                        |                   | |              |
| Петрозаводский городской Совет рабочих, крестьянских и красноармейских депутатов | 1920         | 31.01.1920                        |                   | |              |
| Петрозаводский городской Совет рабочих, крестьянских и красноармейских депутатов | 1920         | 25.08.1920                        |                   | |              |
| Петрозаводский городской Совет рабочих, крестьянских и красноармейских депутатов | 1921         | 03.02.1921                        |                   | |              |
| Петрозаводский городской Совет рабочих, крестьянских и красноармейских депутатов | 1921         | 01.11.1921                        |                   | |              |
| Петрозаводский городской Совет рабочих, крестьянских и красноармейских депутатов | 1922         | 10.11.1922                        |                   | |              |
| Петрозаводский городской Совет рабочих, крестьянских и красноармейских депутатов | 1923         | 05.10.1923                        |                   | |              |
| Петрозаводский городской Совет рабочих, крестьянских и красноармейских депутатов | 1924         | 28.11.1924                        |                   | |              |
| Петрозаводский городской Совет рабочих, крестьянских и красноармейских депутатов |              | 03.01.1926                        |                   | |              |
| Петрозаводский городской Совет рабочих, крестьянских и красноармейских депутатов | 1927         | 23.03.1927                        |                   | |              |
| Петрозаводский городской Совет рабочих, крестьянских и красноармейских депутатов |              | 01.1929                           |                   | |              |
| Петрозаводский городской Совет рабочих, крестьянских и красноармейских депутатов | 01.1931      | 29.01.1931                        |                   | |              |
| Петрозаводский городской Совет рабочих, крестьянских и красноармейских депутатов | 12.1934      | 17.12.1934                        | 316 депутатов     | |              |

### Петрозаводский городской Совет депутатов трудящихся
| Наименование | Дата выборов | Начало полномочий (первая сессия) | Количество членов | Группы, фракции | Руководители  |
| --- | ------------ | --------------------------------- | ----------------- | --------------- | ------------- |
| Петрозаводский городской Совет депутатов трудящихся                                                                            | 12.1940      | 25.12.1940                        | 152 депутата      |                 |               |
| Петрозаводский городской Совет депутатов трудящихся                                                                            | 12.1947      | 05.01.1948                        | 143 депутата      |                 |               |
| Петрозаводский городской Совет депутатов трудящихся                                                                            |              | 09.01.1951                        |                   |                 |               |
| Петрозаводский городской Совет депутатов трудящихся                                                                            | 03.1953      | 16.03.1953                        |                   |                 |               |
| Петрозаводский городской Совет депутатов трудящихся                                                                            | 1955         | 04.04.1955                        |                   |                 |               |
| Петрозаводский городской Совет депутатов трудящихся                                                                            | 03.1957      | 14.03.1957                        |                   |                 |               |
| Петрозаводский городской Совет депутатов трудящихся                                                                            | 03.1959      | 13.03.1959                        |                   |                 |               |
| Петрозаводский городской Совет депутатов трудящихся                                                                            | 03.1961      | 14.03.1961                        |                   |                 |               |
| Петрозаводский городской Совет депутатов трудящихся                                                                            | 03.1963      | 12.03.1963                        |                   |                 |               |
| Петрозаводский городской Совет депутатов трудящихся                                                                            | 03.1965      | 23.03.1965                        |                   |                 |               |
| Петрозаводский городской Совет депутатов трудящихся                                                                            | 03.1967      | 21.03.1967                        |                   |                 |               |
| Петрозаводский городской Совет депутатов трудящихся                                                                            | 03.1969      | 21.03.1969                        |                   |                 |               |
| Петрозаводский городской Совет депутатов трудящихся                                                                            | 06.1971      | 24.06.1971                        |                   |                 |               |
| Петрозаводский городской Совет депутатов трудящихся                                                                            | 06.1973      | 20.06.1973                        |                   |                 |               |
| Петрозаводский городской Совет депутатов трудящихся                                                                            | 06.1975      | 30.06.1975                        |                   |                 |               |
| Петрозаводский городской Совет депутатов трудящихся (до 10.1977) Петрозаводский городской Совет народных депутатов (с 10.1977) | 06.1977      | 27.06.1977                        |                   |                 |               |
| Петрозаводский городской Совет народных депутатов                                                                              | 1980         | 10.03.1980                        |                   |                 |               |
| Петрозаводский городской Совет народных депутатов                                                                              | 06.1982      | 30.06.1982                        |                   |                 |               |
| Петрозаводский городской Совет народных депутатов                                                                              | 03.1985      | 14.03.1985                        |                   |                 |               |
| Петрозаводский городской Совет народных депутатов                                                                              | 06.1987      | 30.06.1987                        |                   |                 |               |
| Петрозаводский городской Совет народных депутатов                                                                              | 1990         | 03.04.1990                        |                   |                 | Колесов А. С. |

### Петрозаводский городской Совет
| Наименование                   | Дата выборов | Начало полномочий (первая сессия) | Количество членов | Группы, фракции | Руководители |
| ------------------------------ | ------------ | --------------------------------- | ----------------- | --- | --- |
| Петрозаводский городской Совет | 12.12.1993   | 28.12.1993                        | 60 депутатов      | - «Авангард» - «Беспартийные избиратели» - «Горожане» | Колесов А. С. (до 01.1994) |
| Петрозаводский городской Совет | 12.1995      | 1996                              | 60 депутатов      | - «Будущее города» - «Беспартийные избиратели» - «Альтернатива» - «Блок Галины Васильевой» | |
| Петрозаводский городской Совет | 19.12.1999   | 04.2000                           | 60 депутатов      | - «Отечество» - «Блок Галины Васильевой» - «Будущее города» | |
| Петрозаводский городской Совет | 18.04.2004   | 30.04.2004                        | 59 депутатов      | - «Единая Россия» - «Яблоко-НПСР» - «Народная воля» (с 2006) | - Тихонова Л. И. (май 2000 — май 2001) - Кашин В. И. (май 2001 — май 2002) - Собинский В. Г. (май 2002 − апрель 2004) - Масликов Г.А (2004—2007) |
| Петрозаводский городской Совет | 11.03.2007   | 2007                              | 60 депутатов      | - «Единая Россия» - «Справедливая Россия» - «Попечительский совет Древлянки — Перевалки» (до 2009) - «Зелёный город» (до 2009) - «Независимые депутаты» (до 2009) - «Микрорайон Ключевая» (до 2009) - «Народный депутат» (с 2009)                                                                                                   | - Попов В. А. - Фокин О. Н. |
| Петрозаводский городской Совет | 13.03.2011   | 30.03.2011                        | 30 депутатов      | - «Единая Россия» - «За гражданскую силу и справедливость» (1) (расформирована) - «Коммунисты и беспартийные» (расформирована) - «За гражданскую силу и справедливость» (2) (расформирована) - «Солидарность» (2012—2013) - Межфракционное объединение «За Петрозаводск» (с 2013) - «Яблоко» - «Справедливая Россия» - Беспартийные | - Фокин О. Н. - Боднарчук Г. П. (с 2015) |
| Петрозаводский городской Совет | 18.09.2016   | 05.10.2016                        | 28 депутатов      | - «Единая Россия» - «Справедливая Россия» - «КПРФ» - «ЛДПР» | - Боднарчук Г. П. - Ханцевич А. Ю. (исполняющий обязанности Председателя с 20.07.2020 по 2021 годы)                                              |
| Петрозаводский городской Совет | 19.09.2021   | 07.10.2021                        | 28 депутатов      | - «Единая Россия» (16 депутатов) - «КПРФ» (5 депутатов) - «Справедливая Россия — Патриоты — За правду» (2 депутата) - «Яблоко» (2 депутата) - ЛДПР (1 депутат) - РППСС (1 депутат) | - Надежда Ильнуровна Дрейзис |